# Frida Piper-von Buhl

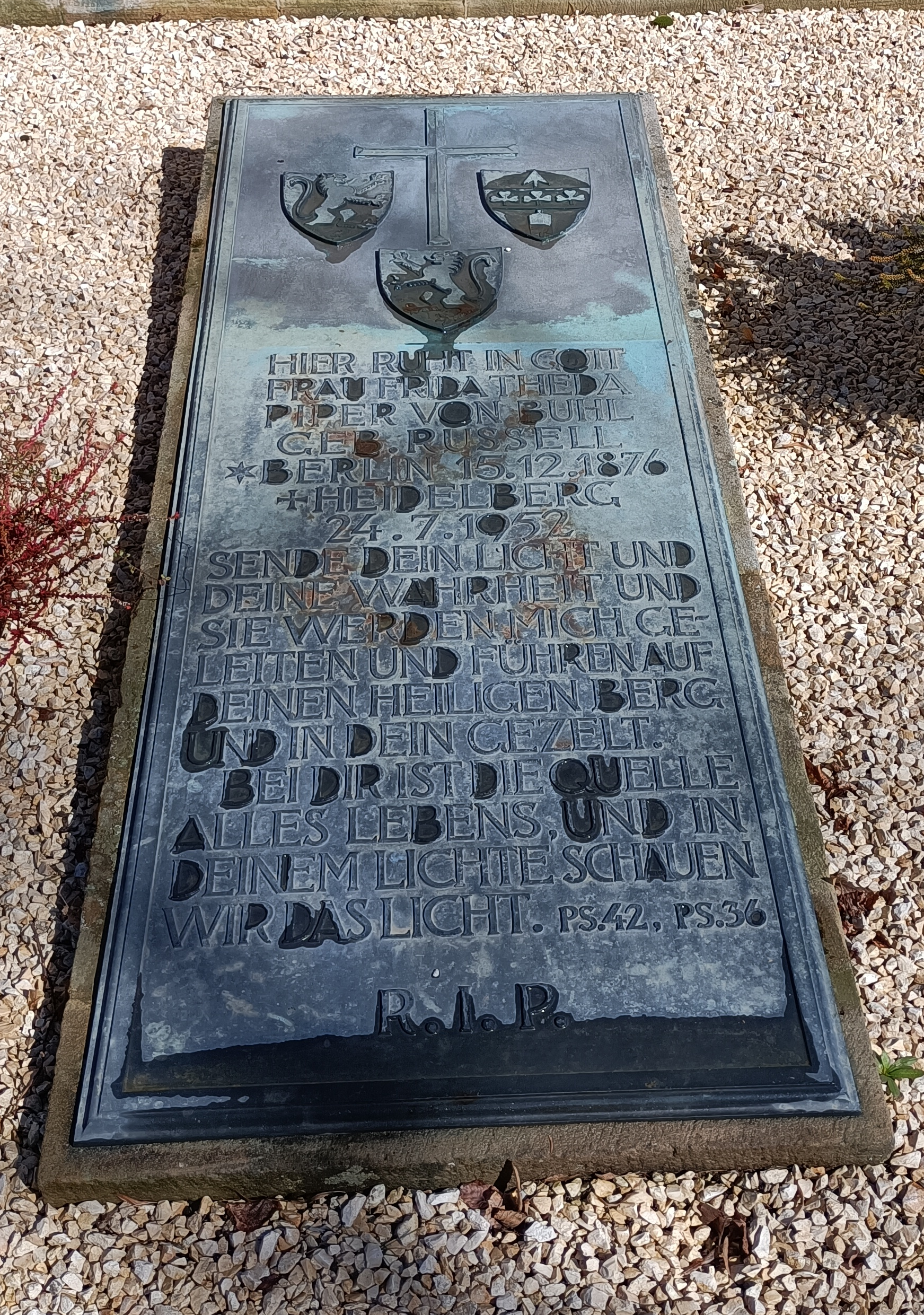
Grab der Frida Piper-von Buhl

Frida Piper-von Buhl (* 15. Dezember 1876 in Berlin; † 24. Juli 1952 in Heidelberg) war eine deutsche Winzerin.

## Leben
Sie wurde 1876 in Berlin als Tochter des Bankiers Emil Russell und dessen erster Frau Angela Beckering geboren. In erster Ehe war sie mit dem Weingutsbesitzer Franz Eberhard von Buhl aus Deidesheim verheiratet. Nach dessen Tod 1921 übernahm sie die Leitung seines Weinguts und lenkte die Geschicke des Betriebs dreißig Jahre lang erfolgreich. In zweiter Ehe war sie mit dem Journalisten Carl Anton Piper verheiratet.
Um den Willen ihres verstorbenen ersten Ehemanns zu erfüllen, der sein Weingut seinem Freund Georg Enoch Freiherr von und zu Guttenberg vermachen wollte und diesen 1920 adoptiert hatte, adoptierte Frida Piper-von Buhl nach dem Tod des Georg Enoch Freiherrn von und zu Guttenberg seinen Sohn Karl Theodor zu Guttenberg; dieser übernahm nach ihrem Tod das Weingut Reichsrat von Buhl.
Gegen Ende des Zweiten Weltkriegs, im Spätjahr 1944, wurden in ihrem Heimatort einige Panzersperren auf der Weinstraße vorbereitet, der Hauptstraße Deidesheims. Am Morgen des 21. März 1945, als sich alliierte Truppen von Nordwesten der Stadt näherten, wollten Soldaten der Wehrmacht diejenige Panzersperre schließen, der bei der Annäherung der Alliierten auf der nordwestlichen Achse die entscheidende Bedeutung zukam. Frida Piper-von Buhl erkannte die Sinnlosigkeit, noch Widerstand zu leisten; sie stellte sich mit einigen Bürgern den Soldaten entgegen und konnte verhindern, dass die Panzersperre geschlossen wurde. Deidesheim wurde am Nachmittag desselben Tages kampflos und ohne große Schäden von den Alliierten eingenommen. Frida Piper-von Buhl verhinderte mit ihrem Eingreifen möglicherweise größere Kriegsschäden in ihrer Heimatstadt.
Als einzige Frau war sie im ersten Nachkriegs-Stadtrat Deidesheims vertreten, der von April bis November 1945 zusammentrat. Anlässlich ihres 75. Geburtstags wurde sie für ihre Verdienste um den Qualitätsweinbau zur Ehrenbürgerin der Stadt ernannt.
Sie starb am 24. Juli 1952 in Heidelberg. Bestattet wurde sie neben ihren beiden Ehemännern im Buhlschen Familiengrab auf dem Deidesheimer Friedhof.